# Reformierte Kirche Rothenbrunnen

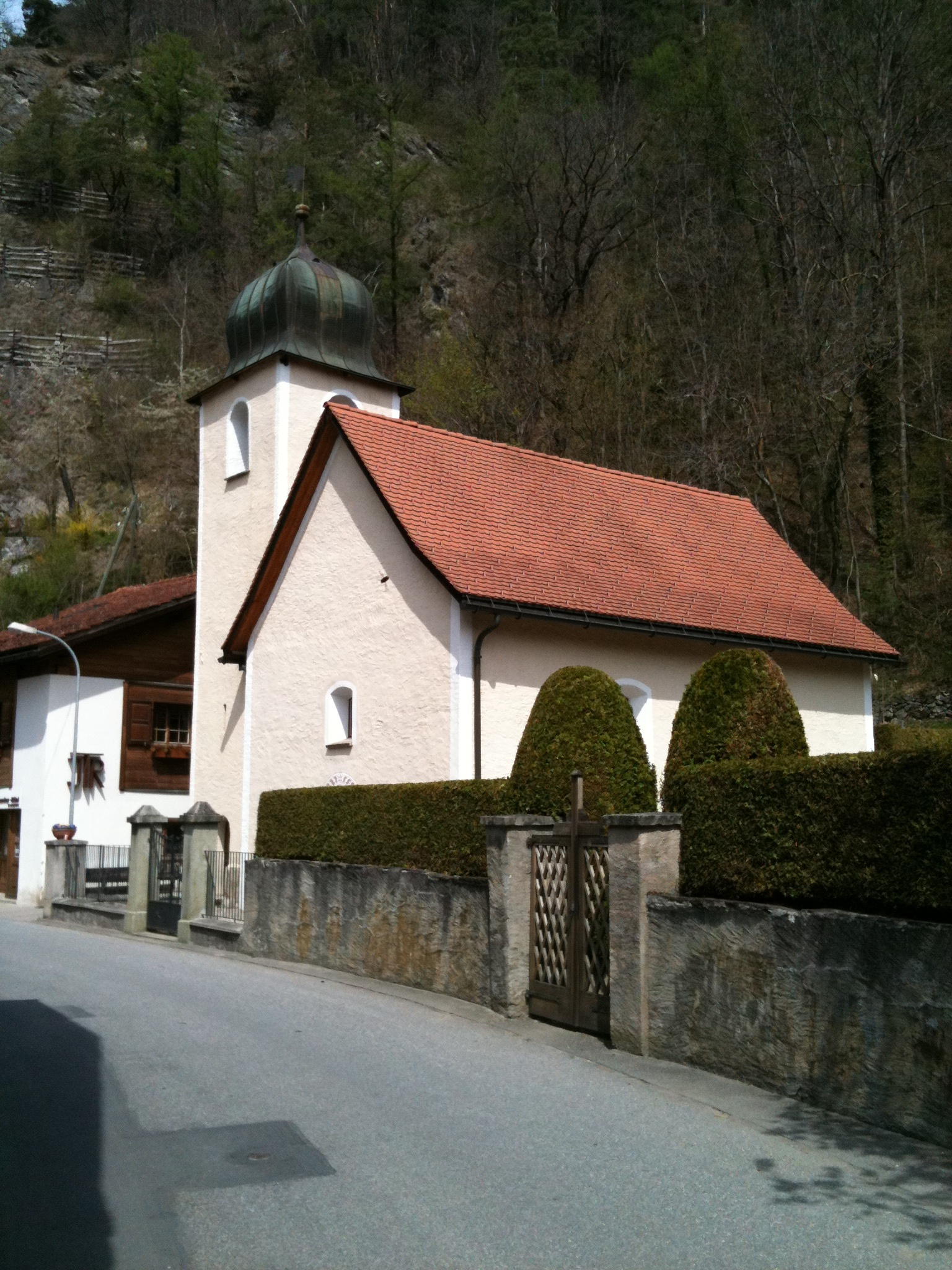
Kirche Rothenbrunnen

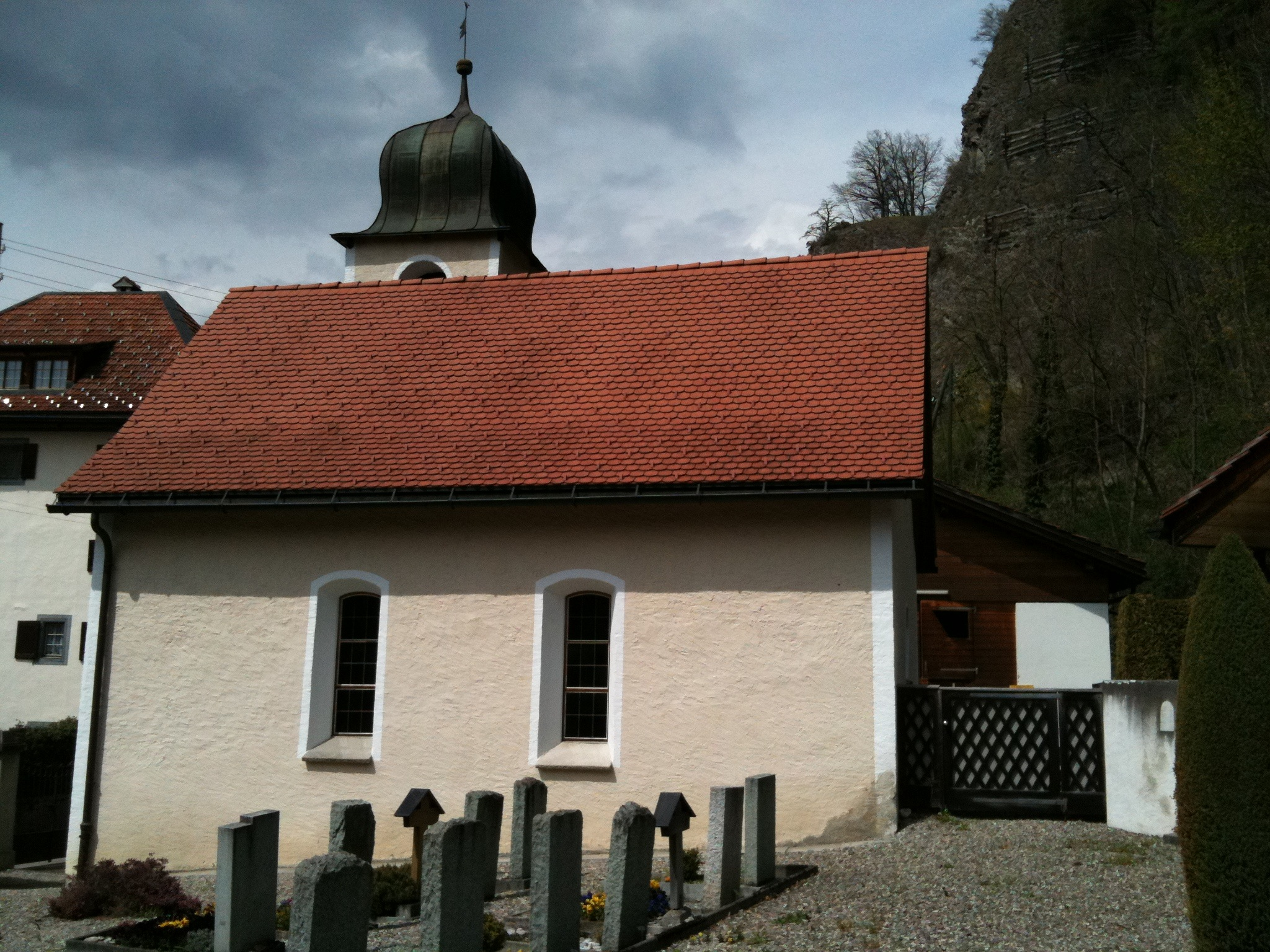
Seitenansicht vom Friedhof aus

Die reformierte Kirche in Rothenbrunnen im Domleschg ist ein evangelisch-reformiertes Gotteshaus unter dem Denkmalschutz des Kantons Graubünden. Das geostete Gebäude wird heute gottesdienstlich auch von der katholischen Pfarrei Tumegl/Tomils benutzt.

## Geschichte und Ausstattung
Die Kirche wurde 1741 als viereckige Saal- und Predigtkirche errichtet. Das Kircheninnere zeichnet sich durch eine holzgetäfelte Felderdecke aus. In der Mitte des Chorbereichs steht ein Taufstein, der auch als Abendmahlstisch dient. Die Orgel wurde im Jahr 1976 eingebaut.
An der Ostwand des Innenraums findet sich der Spruch aus Jak. 1,22 «Seid Täter des Wortes und nicht Hörer allein».

### Renovationen
Renoviert wurde die Kirche in den Jahren 1802, 1955 und 1997.

### Friedhof
Auf dem Friedhof direkt am Felsen bei der Kirche liegen die Gräber der Adelsgeschlechter von Schloss Ortenstein.

## Kirchliche Organisation
Die Evangelisch-reformierte Landeskirche Graubünden führt Rothenbrunnen als Predigtstätte der Kirchgemeinde Ausserdomleschg.